# Marcos Giron
Marcos Giron (Thousand Oaks, 24 luglio 1993) è un tennista statunitense di origini argentine e ecuadoriane.
In singolare nel circuito maggiore ha vinto un titolo su tre finali disputate e ha vinto due titoli Challenger, il suo miglior ranking ATP è il 37º posto dell’agosto 2024.

## Carriera

### 2013 - 2018
Si afferma nei primi tornei Futures americani nel 2013 e nel 2014 vince l'NCAA Division I Men's Tennis Championship.
Nella stessa stagione debutta a nel circuito ATP superando le qualificazioni al torneo di Winston-Salem, e viene eliminato al primo turno da Nedovyesov. Grazie alla vittoria all'NCAA ottiene una wild card per gli Us Open e al suo esordio in una prova del Grande Slam cede al nº 15 del mondo John Isner in 3 set, due dei quali conclusi al tie break; gioca anche il torneo di doppio in coppia con Kevin King a anche qui viene estromesso al primo turno.
Nelle stagioni successive la sua attività si limita principalmente al circuito Futures, dove conquista il terzo titolo nel 2016, al rientro dopo diversi mesi di stop, e altri due nel 2017. Gioca anche nei tornei Challenger, mentre non supera le qualificazioni nel circuito maggiore fino al torneo di Los Cabos 2018, nel quale vince il primo match ATP contro Marcelo Arévalo prima di cedere negli ottavi al nº 4 del mondo Juan Martín del Potro.

### 2019 - 2020
All'inizio del 2019 conquista il primo titolo Challenger a Orlando, a marzo supera le qualificazioni e debutta in un Masters 1000 a Indian Wells con il successo al primo turno sul nº 24 del ranking mondiale Alex de Minaur, prima di cedere in tre partite a Milos Raonic.
Disputa il suo secondo torneo Slam a Wimbledon, dove supera le qualificazioni e viene eliminato da Feliciano López al primo turno. Non supera il primo turno neanche a Winston-Salem e agli Us Open. A novembre conquista il secondo titolo Challenger in carriera al prestigioso torneo di Houston sconfiggendo in finale Ivo Karlović. Grazie a questo successo chiude la stagione con il nuovo best ranking alla 102ª posizione mondiale.
Il miglioramento in classifica gli permette di essere ammesso per la prima volta direttamente al tabellone principale di uno Slam agli Australian Open 2020, ma esce nuovamente di scena al primo turno.

## Statistiche

### Singolare

#### Vittorie (1)
| Legenda              |
| Grande Slam (0)      |
| ATP Finals (0)       |
| ATP Masters 1000 (0) |
| ATP Tour 500 (0)     |
| ATP Tour 250 (1)     |

| N. | Data           | Torneo                     | Superficie | Avversario in finale | Punteggio        |
| 1. | 21 luglio 2024 | Hall of Fame Open, Newport | Erba       | Alex Michelsen       | 6(4)–7, 6–3, 7–5 |

#### Finali perse (2)
| Legenda              |
| Grande Slam (0)      |
| ATP Finals (0)       |
| ATP Masters 1000 (0) |
| ATP Tour 500 (0)     |
| ATP Tour 250 (2)     |

| N. | Data              | Torneo                    | Superficie  | Avversario in finale | Punteggio        |
| 1. | 25 settembre 2022 | San Diego Open, San Diego | Cemento     | Brandon Nakashima    | 4–6, 4–6         |
| 2. | 11 febbraio 2024  | Dallas Open, Dallas       | Cemento (i) | Tommy Paul           | 6(3)–7, 7–5, 3–6 |

### Tornei minori

#### Singolare

##### Vittorie (8)
| Legenda tornei minori |
| Challenger (2)        |
| Futures (6)           |

| N. | Data              | Torneo                     | Superficie | Avversario in finale | Punteggio           |
| 1. | 15 settembre 2013 | USA F23, Claremont         | Cemento    | Dennis Novikov       | 6–0, 7–5            |
| 2. | 29 settembre 2013 | USA F25, Laguna Niguel     | Cemento    | Jarmere Jenkins      | 4–6, 6–1, 6–1       |
| 3. | 23 marzo 2014     | USA F9, Calabasas          | Cemento    | Jason Jung           | 6–4, 4–6, 6–4       |
| 4. | 23 ottobre 2016   | USA F33, Berkeley          | Cemento    | André Göransson      | 5–7, 7–6(5), 6–4    |
| 5. | 15 gennaio 2017   | USA F2, Long Beach         | Cemento    | Collin Altamirano    | 7–6(3), 6–1         |
| 6. | 28 maggio 2017    | China F8, Fuzhou           | Cemento    | Alexander Sarkissian | 7–5, 6–4            |
| 1. | 6 gennaio 2019    | Orlando Open, Orlando      | Cemento    | Darian King          | 6–4, 6–4            |
| 2. | 17 novembre 2019  | Challenger Series, Houston | Cemento    | Ivo Karlović         | 7–5, 6(5)–7, 7–6(9) |

#### Doppio

##### Vittorie (5)
| Legenda tornei minori |
| Challenger (2)        |
| Futures (3)           |

| N. | Data              | Torneo                          | Superficie | Compagno           | Avversari in finale                | Punteggio   |
| 1. | 7 luglio 2013     | USA F18, Pittsburgh             | Cemento    | Connor Smith       | Christopher Mengel Jason Tahir     | 6–3, 6–3    |
| 2. | 22 settembre 2013 | USA F24, Costa Mesa             | Cemento    | Mackenzie McDonald | Keith-Patrick Crowley Matt Fawcett | 6–3, 6–2    |
| 3. | 1 agosto 2015     | USA F6, Saskatoon               | Cemento    | Farris Fathi Gosea | Patrick Davidson Matt Reid         | 6–3, 6–2    |
| 1. | 6 gennaio 2019    | Challenger of Dallas, Dallas    | Cemento    | Dennis Novikov     | Ante Pavić Ruan Roelofse           | 6–4, 7–6(3) |
| 2. | 17 novembre 2019  | Challenger Series, Indian Wells | Cemento    | JC Aragone         | Darian King Hunter Reese           | 6–4, 6–4    |

## Vittorie contro top 10
| Stagione | 2020 | 2021 | 2022 | 2023 | 2024 | 2025 | Totale |
| -------- | ---- | ---- | ---- | ---- | ---- | ---- | ------ |
| Vittorie | 1    | 0    | 0    | 2    | 1    | 2    | 4      |

| N.   | Giocatore         | Rank | Torneo                          | Superficie  | Turno | Punteggio           |
| ---- | ----------------- | ---- | ------------------------------- | ----------- | ----- | ------------------- |
| 2020 |                   |      |                                 |             |       |                     |
| 1.   | Matteo Berrettini | 10   | Paris Masters, Parigi           | Cemento (i) | 2T    | 7–6(3), 6(3)–7, 7–5 |
| 2023 |                   |      |                                 |             |       |                     |
| 2.   | Holger Rune       | 6    | Canadian Open, Toronto          | Cemento     | 2T    | 6–2, 4–6, 6–3       |
| 3.   | Casper Ruud       | 8    | Japan Open, Tokyo               | Cemento     | 2T    | 6–3, 6–4            |
| 2024 |                   |      |                                 |             |       |                     |
| 4.   | Andrey Rublev     | 6    | Halle Open, Halle               | Erba        | 1T    | 6–4, 7–6(5)         |
| 2025 |                   |      |                                 |             |       |                     |
| 5.   | Casper Ruud       | 5    | Indian Wells Open, Indian Wells | Cemento     | 2T    | 7–6(4), 3–6, 6–2    |
| 6.   | Taylor Fritz      | 4    | Internazionali d'Italia, Roma   | Terra rossa | 2T    | 7–6(4), 7–6(3)      |